# Vibhavadi (huyện)
Vibhavadi là một huyện (amphoe) in the west của tỉnh Surat Thani, miền nam Thailand.

## Địa lý
Các huyện giáp ranh là: (từ phía bắc theo chiều kim đồng hồ) Tha Chang, Phunphin, Khiri Rat Nikhom và Ban Ta Khun.
Huyện này nằm trong khu vực đồi của dãy núi Phuket.

## Lịch sử
Tiểu huyện (king amphoe) đã được lập ngày 22 tháng 4 năm 1992 thông qua việc tách two tambon từ Khiri Rat Nikhom. Tên được đặt theo công chúa Vibhavadi Rangsit, người bị quân phiến loạn giết khi máy bay trực thăng chở cô bị bắn rơi ở phía đông tỉnh Surat Thani.
Theo quyết định của chính phủ Thái Lan vào ngày 15 tháng 5 năm 2007, tất cả 81 tiểu huyện đều được nâng lên thành huyện. Với việc đăng công báo ngày 24 tháng 8, việc nâng cấp này thành chính thức.

## Hành chính
Huyện này được chia thành two phó huyện (tambon). Có tổng cộng 31 làng (muban). Không có khu vực thành thị (thesaban).
| \| STT. \| Tên[4] \| Tên Thái \| Số làng \| Dân số[5] \| \| ---- \| ---------- \| -------- \| ------- \| --------- \| \| 1. \| Takuk Tai \| ตะกุกใต้ \| 14 \| 5.314 \| \| 2. \| Takuk Nuea \| ตะกุกเหนือ \| 17 \| 7.477 \| | Map of Tambon |          |         |        |
| STT. | Tên           | Tên Thái | Số làng | Dân số |
| 1. | Takuk Tai     | ตะกุกใต้   | 14      | 5.314  |
| 2. | Takuk Nuea    | ตะกุกเหนือ | 17      | 7.477  |